# Добрянский, Андрей Николаевич
Андре́й Никола́евич Добря́нский (укр. Андрій Миколайович Добрянський; род. 5 сентября 1972, Знаменка, Кировоградская область) — украинский футболист, игравший на позициях защитника и полузащитника, Мастер спорта Украины. После завершения карьеры стал тренером.

## Биография
Воспитанник знаменской ДЮСШ, первые тренеры — Борис Муравский и Алексей Шмалько. В 1991 году начал выступления на любительском уровне за знаменский «Локомотив». Своей игрой привлёк внимание Николая Федоренко, тренера главной команды области — кировоградской «Звезды», в которую перешёл в 1992 году и тогда же в составе команды дебютировал в чемпионатах независимой Украины. За 4 сезона прошёл путь от переходной до высшей лиги, проведя также одну игру за желтоводский «Сириус» и выступая на любительском уровне за фарм-клуб «Звезды» — родной «Локомотив». Тем не менее, в дебютном для команды сезоне в высшем дивизионе ни одной игры не провёл.
В 1996 году стал игроком александрийской «Полиграфтехники», выступавшей в Первой лиге. В следующем сезоне перешёл в ужгородскую «Верховину». Отыграв сезон за закарпатцев в Первой лиге, в 1999 году отправился за границу и подписал контракт с костанайским «Тоболом», за который выступал на протяжении двух лет. Также в 2000 году выступал за любительскую «Артемиду» из Кировограда. Позже переехал в Венгрию, где стал игроком местного «Залахаса». В сезоне 2001/02 в составе команды стал чемпионом Венгрии. За «Залахас» выступал до 2003 года, также на правах аренды играл за «Хевиз»
В 2003 году вернулся в «Звезду», находившуюся в Первой лиге чемпионата Украины. После возвращения помог команде вернуться в элитный дивизион и 12 июля 2003 года дебютировал в Высшей лиге, на 61-й минуте домашнего матча против киевского «Арсенала» заменив Максима Петруню. По итогам сезона кировоградская команда заняла последнее место в турнирной таблице, а из-за финансовых проблем не смогла заявиться в Первую лигу и Добрянский перебрался в винницкую «Ниву», в которой провёл год. На протяжении последующих двух лет выступал за луганскую «Зарю» и ахтырский «Нефтяник-Укрнефть», в составе которых становился победителем Первой лиги Украины в сезонах 2005/06 и 2006/07 соответственно. В 2006 году, за «Нефтяник», провёл последний матч на профессиональном уровне. По завершении карьеры выступал за любительские клубы из России и Украины.
В 2011 году стал тренером севастопольской СДЮШОР-5. В 2012 году был приглашён в клуб «Севастополь», где работал на должностях тренера юношеской и молодёжной команд. После аннексии Крыма Россией остался в Крыму. Находился на должности тренера в ДЮФК «Скиф» из Симферополя, а в 2016 году вошёл в тренерский штаб «Крымтеплицы». В ноябре 2016 года вместе с главным тренером Максимом Старцевым покинул «Крымтеплицу». С августа 2017 года и до января 2018 года был исполняющим обязанности (реально руководил командой Максим Старцев не имевший тренерской лицензии) главного тренера «ТСК-Таврии». В январе 2018 года вместе со всем тренерским штабом «ТСК-Таврии» подал в отставку 29 января 2018 года назначен главным тренером клуба «Рубин» (Ялта) 18 июня 2018 года назначен главным тренером ФК «Севастополь». 10 сентября того же года подал в отставку.

## Достижения
- Бронзовый призёр Второй лиги чемпионата Украины: 1993/94
- Победитель Первой лиги чемпионата Украины (4): 1994/95, 2002/2003, 2005/06, 2006/07
- Чемпион Венгрии: 2001/02

## Семья
Сын — Дмитрий Добрянский — также профессиональный футболист, выступавший клубах из низших украинских лиг, а также за крымские клубы